# Central eléctrica de Melilla
La central eléctrica de Melilla es una infraestructura que funciona de forma mixta, de fuel y diésel, y cuenta con 6 grupos generadores. Está situada en el Ensanche Modernista de la ciudad española de Melilla.

## Historia
Fue construida entre julio de 1920 y 1925 según proyecto del ingeniero de minas Alfonso Gómez Jordana y Sousa, por la Compañía Española de Minas del Rif (CEMR) para suministrar electricidad al cargadero de mineral de Melilla, aunque mientras estaba en funcionamiento durante el día vendía electricidad a Gaselec.
Se cerró en julio de 1963 y fue comprada por Endesa, que tenía un grupo móvil en la Explanada de San Lorenzo (bomberos de la electricidad) desde 1944 para incrementar la potencia eléctrica en la ciudad  y a la que fue adjudicada al producción de electricidad en 1962 por la Dirección General de Industria, en 1970.
En 1980 Endesa instaló dos motores diésel, de 5 750 kW cada uno. Fue inaugurada el 6 de diciembre de 1980 por el presidente del gobierno Adolfo Suárez. En 1986 se adquirieron dos motores Sulzer, de 3.000 kW cada uno. En 1991 se amplió la central con una turbina de gas de 14 500 kW que constituye el motor de mayor potencia con que cuenta la central en la actualidad. En 1995 se adquirió un nuevo motor Bazán, de 9 300 kW, que comenzó a funcionar en 1997. En marzo de 2000 se alquilaron ocho grupos electrógenos Aggreko, de 1 000 kW cada uno, que pasaron a ser  propiedad de la compañía en 2003.
La adquisición en diciembre de 2002 de un motor MAN, dotado de la tecnología más avanzada, con una potencia de 12 600 kW, completa la dotación actual de la central. A finales de 2005 se desmantelaron los dos grupos Sulzer, sustituyéndolos por los motores MAN de mayor potencia, al mismo tiempo que se incorporaron otros cuatro grupos electrógenos.
La central de Melilla cuenta desde 2002 con un sistema de gestión medioambiental según la ISO 14001 certificado por AENOR.
El combustible utilizado en la central es fuelóleo, usándose gasóleo como combustible auxiliar en los arranques y paradas de los grupos diésel y como único combustible de la turbina de gas y de los grupos electrógenos. La central toma el agua necesaria para los diferentes procesos principalmente del mar y de la red de abastecimiento de Melilla, disponiendo de sistema de tratamiento de aguas residuales.
En 2020, la central se convierte en el foco de un nuevo proyecto de economía circular basado en la reutilización de baterías de vehículos eléctricos como sistema de almacenamiento energético. "Second Life Battery Energy Storage System" fue proyecto ganador del premio BASF a la mejor práctica de economía circular en España. Este innovador proyecto, permite almacenar la energía en la central térmica de la ciudad, garantizando suministro eléctrico a toda la ciudad en caso de fallo.